# The Black Box (serial cinematografico)
The Black Box è un serial muto del 1915 scritto, diretto e prodotto da Otis Turner.

## Produzione
Il film fu prodotto dall'Universal Film Manufacturing Company.

## Distribuzione
Distribuito dall'Universal Film Manufacturing Company, il serial - della durata totale di 195 minuti diviso in quindici episodi - uscì nelle sale cinematografiche degli Stati Uniti l'8 marzo 1915. Non si conoscono copie ancora esistenti della pellicola che viene considerata presumibilmente perduta.

### Date di uscita
- 1 An Apartment House Mystery - 14 marzo 1915
- 2 The Hidden Hands - 21 marzo 1915
- 3 The Pocket Wireless -  28 marzo 1915
- 4 An Old Grudge - 5 aprile 1915
- 5 On the Rack - 11 aprile 1915
- 6 The Unseen Terror - 18 aprile 1915
- 7 The House of Mystery - 26 aprile 1915
- 8 The Inherited Sin - 2 maggio 1915
- 9 Lost in London -  9 maggio 1915
- 10 The Ship of Horror - 16 maggio 1915
- 11 A Desert Vengeance - 23 maggio 1915
- 12 Neath Iron Wheels - 30 maggio 1915
- 13 Tongues of Flame - 6 giugno 1915
- 14 A Bolt from the Blue - 13 giugno 1915
- 15 The Black Box - 20 giugno 1915